# Eva Dahlbeck
Eva Elisabet Dahlbeck, gift Lampell, född 8 mars 1920 i Saltsjö-Duvnäs, Stockholms län, död 8 februari 2008 i Stockholm, var en  svensk skådespelare och författare. Hon hade huvudroller i Hasse Ekmans film Möte i natten 1946 samt i Ingmar Bergmans filmer En lektion i kärlek 1954, Sommarnattens leende 1955 och Nära livet 1958.

## Biografi
Eva Dahlbeck föddes i Saltsjö-Duvnäs utanför Stockholm. Hon var dotter till sekreteraren Edvard Dahlbeck och hans hustru Greta, född Österberg. Efter studentexamen 1939 studerade hon vid Dramatens elevskola och tog där examen 1944. Därefter studerade hon även vid brittiska elevskolor. Hon debuterade 1942 i filmatiseringen av Vilhelm Mobergs roman Rid i natt! och hade därefter en filmkarriär, som fortgick under trettio år, med huvudroller i en rad Bergmanfilmer där hon ofta spelade mot Gunnar Björnstrand. Som scenskådespelare var hon knuten till Dramaten mellan 1944 och 1964.
Dahlbeck lade skådespelarkarriären på hyllan år 1965 för att ägna sig åt eget skrivande och familjen. Efter det gjorde hon endast enstaka offentliga framträdanden och bara några få film- och TV-roller: hon återkom bland annat som skådespelare i rollen som Fru Markurell mot Edvin Adolphsons Herr Markurell i TV-serien Markurells i Wadköping år 1968. 
Dahlbeck gjorde författardebut 1955 med pjäsen Dessa mina minsta, vilken dock inte tycks ha tryckts. Första tryckta bok var i stället diktsamlingen Genom fönstren 1963, som utgavs under pseudonymen "Lis Edvardson". Känd som författare för den stora allmänheten blev hon med den serie romaner som inleddes av Hem till kaos 1964. I Litteraturlexikon (1974) karakteriseras hennes författarskap så här: "D behandlar i sina romaner m stark intensitet olika problem som rör samlevnad o familjerelationer. Religionen har kommit att spela en stor roll i hennes mycket personliga förf skap." Dahlbeck har även översatt pjäser från italienska till svenska.
Eva Dahlbeck gifte sig 1944 med flygvapenofficeren Sven Lampell. Efter att maken 1965 blivit chef för Hälsinge flygflottilj var hon bosatt i Marmaverken och från 1972  i Genève i Schweiz, men bodde under sin sista tid i Hässelby villastad i Stockholm. Paret fick två söner. Dahlbeck avled 2008 och är begravd på Skogskyrkogården i Stockholm.

## Filmografi i urval
- 1942 – Rid i natt!
- 1944 – Räkna de lyckliga stunderna blott
- 1945 – Oss tjuvar emellan eller En burk ananas
- 1945 – Svarta rosor
- 1945 – Den allvarsamma leken
- 1946 – Kärlek och störtlopp
- 1946 – Brita i grosshandlarhuset
- 1946 – Möte i natten
- 1947 – Folket i Simlångsdalen
- 1947 – Två kvinnor
- 1948 – Eva
- 1948 – Flickan från fjällbyn
- 1948 – Lars Hård
- 1948 – Var sin väg
- 1949 – Kvinna i vitt
- 1949 – Bara en mor
- 1950 – Hjärter Knekt
- 1950 – Fästmö uthyres
- 1950 – Kastrullresan
- 1951 – Sköna Helena
- 1952 – Kvinnors väntan
- 1952 – Ubåt 39
- 1952 – Sabotage (kortfilm)
- 1952 – Trots
- 1953 – Göingehövdingen
- 1953 – Kvinnohuset
- 1953 – Skuggan
- 1954 – En lektion i kärlek
- 1955 – Kvinnodröm
- 1955 – Sommarnattens leende
- 1955 – Resa i natten
- 1955 – Paradiset
- 1956 – Sista paret ut
- 1956 – Tarps Elin
- 1957 – Möten i skymningen
- 1957 – Sommarnöje sökes
- 1958 – Nära livet
- 1960 – De sista stegen
- 1960 – Kärlekens decimaler
- 1960 – Tre önskningar
- 1962 – Biljett till paradiset
- 1964 – För att inte tala om alla dessa kvinnor
- 1964 – Älskande par
- 1965 – Kattorna
- 1965 – Morianerna
- 1966 – Varelserna
- 1967 – Den röda kappan
- 1967 – Människor möts och ljuv musik uppstår i hjärtat
- 1968 – Markurells i Wadköping (TV-serie)
- 1970 – Tintomara

### Filmmanus
- 1966 – Yngsjömordet

## Teater

### Roller
| År   | Roll                  | Produktion                                                           | Regi            | Teater            |
| ---- | --------------------- | -------------------------------------------------------------------- | --------------- | ----------------- |
| 1943 | Angèle, kammarjungfru | Kungen Robert de Flers, Emmanuel Arène och Gaston Arman de Caillavet | Rune Carlsten   | Dramaten          |
| 1944 | Medverkande           | Och han skämtar för dig, revy Kar de Mumma                           | Leif Amble-Næss | Blancheteatern    |
| 1945 | Henriette Löwenflycht | Av hjärtans lust Karl Ragnar Gierow                                  | Rune Carlsten   | Dramaten          |
| 1948 |                       | Köpmannen i Venedig William Shakespeare                              | Olof Molander   | Malmö stadsteater |
| 1948 | Skådespelerskan       | Kärlek utan nåd Eugene O'Neill                                       | Gustaf Molander | Turné             |
| 1950 | Yvonne                | Fruns salig mor (Spektakel från sekelskiftet) Georges Feydeau        | Mimi Pollak     | Dramaten          |
| 1950 | Krog-Jenny            | Tolvskillingsoperan Bertolt Brecht och Kurt Weill                    | Ingmar Bergman  | Intiman           |
| 1951 | Jennet Jourdemayne    | Kvinnan bör inte brännas Christopher Fry                             | Alf Sjöberg     | Dramaten          |
| 1961 | Irina                 | Måsen Anton Tjechov                                                  | Ingmar Bergman  | Dramaten          |
| 1961 | Yerma                 | Yerma Federico García Lorca                                          | Bengt Ekerot    | Dramaten          |